# Descurainia millefolia
Descurainia millefolia là một loài thực vật có hoa trong họ Cải. Loài này được (Jacq.) Webb & Berthel. mô tả khoa học đầu tiên năm 1836.